# Liste der Kastelle am Obergermanisch-Raetischen Limes
Die Liste der Kastelle am Obergermanisch-Raetischen Limes umfasst römische Militärlager, die am Obergermanisch-Raetischen Limes lagen.
Die Reihenfolge bezieht sich auf die Streckennummerierung (ORL 1–75), wie sie von der Reichs-Limeskommission festgelegt und in dem Standardwerk Der obergermanisch-raetische Limes des Roemerreiches dokumentiert worden ist: Von Norden am Rhein nach Süden an die Donau. Kleinkastelle sowie erst nach dem Ende der Aktivitäten der Kommission entdeckte Kastelle haben keine Nummer erhalten.

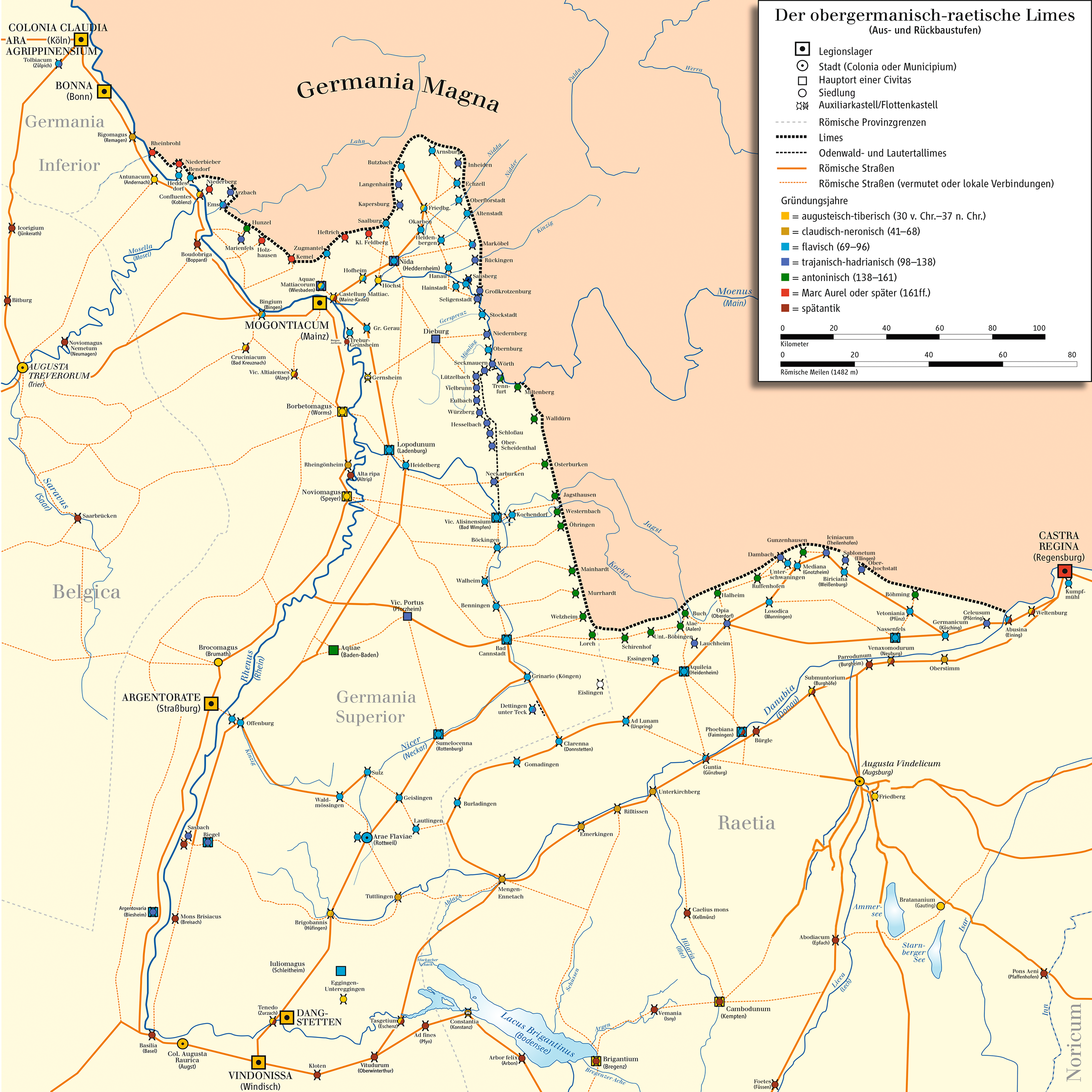
Übersichtskarte der Kastelle am ORL mit farblicher Kennzeichnung der Zeitstellung

## Obergermanischer Limes

### Kastelle unmittelbar am Limes (ORL 1–6)

#### LinieRhein-Lahn-Aar-Taunus-Wetterau-Main(ORL 1–5)
| Limes-Kastell                              | ORL | Nächstgelegener Ort                               |
| ------------------------------------------ | --- | ------------------------------------------------- |
| Kleinkastell Rheinbrohl                    |     | Rheinbrohl/Verbandsgemeinde Bad Hönningen         |
| Kleinkastell Am Forsthofweg                |     | Hammerstein/Verbandsgemeinde Bad Hönningen        |
| Kastell Heddesdorf                         | 1   | Neuwied-Heddesdorf                                |
| Kastell Niederbieber                       | 1a  | Neuwied-Niederbieber                              |
| Kastell Bendorf                            | 2   | Bendorf                                           |
| Kastell Niederberg                         | 2a  | Koblenz-Niederberg                                |
| Kleinkastell Anhausen                      |     | Anhausen/Verbandsgemeinde Rengsdorf-Waldbreitbach |
| Kleinkastell Ferbach                       |     | Höhr-Grenzhausen                                  |
| Kleinkastell Hillscheid                    |     | Hillscheid/Verbandsgemeinde Höhr-Grenzhausen      |
| Kastell Arzbach                            | 3   | Arzbach/Verbandsgemeinde Bad Ems-Nassau           |
| Kastell Ems                                | 4   | Bad Ems                                           |
| Kleinkastell Auf der Schanz                |     | Bad Ems                                           |
| Kleinkastell Becheln                       |     | Becheln                                           |
| Kastell Hunzel                             | 5   | Hunzel                                            |
| Kastell Marienfels                         | 5a  | Marienfels                                        |
| Kleinkastell Pohl                          |     | Nassau-Pohl                                       |
| Kleinkastell Pfarrhofen                    |     | Miehlen                                           |
| Kastell Holzhausen                         | 6   | Holzhausen an der Haide                           |
| Kleinkastell auf dem Dörsterberg           |     | Huppert                                           |
| Kleinkastelle „Auf dem Pohl bei Kemel“ (2) |     | Heidenrod-Kemel                                   |
| Kastell Kemel                              | 7   | Heidenrod-Kemel                                   |
| Kleinkastell Adolfseck                     |     | Bad Schwalbach-Adolfseck                          |
| Kastell Zugmantel                          | 8   | Orlen                                             |
| Kastell Alteburg                           | 9   | Idstein-Heftrich                                  |
| Kleinkastell Maisel                        |     | Glashütten (Taunus)                               |
| Kastell Kleiner Feldberg                   | 10  | Schmitten-Niederreifenberg                        |
| Kleinkastell Altes Jagdhaus                |     | Schmitten-Arnoldshain/Hegewiese                   |
| Kleinkastell Heidenstock                   |     | Schmitten-Arnoldshain/Hegewiese                   |
| Kastell Saalburg                           | 11  | Bad Homburg vor der Höhe                          |
| Kleinkastell Lochmühle                     |     | Wehrheim-Saalburgsiedlung                         |
| Kastell Kapersburg                         | 12  | Wehrheim-Pfaffenwiesbach                          |
| Kleinkastell Ockstädter Wald               |     | Wehrheim-Pfaffenwiesbach                          |
| Kleinkastell Kaisergrube                   |     | Wehrheim-Pfaffenwiesbach                          |
| Kleinkastell „Am Eichkopf“                 |     | Ober-Mörlen-Langenhain/Ziegenberg                 |
| Kastell Langenhain                         | 13  | Ober-Mörlen-Langenhain/Ziegenberg                 |
| Kleinkastell Hunnenkirchhof                |     | Butzbach-Hausen                                   |
| Kastell Butzbach                           | 14  | Butzbach                                          |
| Kleinkastell Degerfeld                     |     | Butzbach                                          |
| Kleinkastell Dicker Wald                   |     | Butzbach-Kirch-Göns                               |
| Kleinkastell Holzheimer Unterwald          |     | Pohlheim-Grüningen                                |
| Kleinkastell Hainhaus                      |     | Pohlheim-Grüningen                                |
| Kastell Arnsburg                           | 16  | Arnsburg                                          |
| Kleinkastell Langsdorf                     |     | Lich-Langsdorf                                    |
| Kleinkastell Feldheimer Wald               |     | Hungen                                            |
| Kastell Inheiden                           | 17  | Hungen-Inheiden                                   |
| Kleinkastell „Auf dem Wingertsberg“        |     | Hungen                                            |
| Kleinkastell Massohl                       |     | Hungen-Steinheim                                  |
| Kleinkastell Auf der Burg                  |     | Nidda-Unter-Widdersheim                           |
| Kleinkastell Haselheck                     |     | Echzell                                           |
| Kastell Echzell                            | 18  | Echzell                                           |
| Kleinkastell Lochberg                      |     | Echzell-Bingenheim                                |
| Kleinkastell Staden                        |     | Florstadt-Staden                                  |
| Kastell Ober-Florstadt                     | 19  | Florstadt-Ober-Florstadt                          |
| Kleinkastell Stammheim                     |     | Florstadt-Stammheim                               |
| Kastell Altenstadt                         | 20  | Altenstadt                                        |
| Kleinkastell „Auf dem Buchkopf“            |     | Limeshain                                         |
| Kastell Marköbel                           | 21  | Hammersbach-Marköbel                              |
| Kleinkastell Langendiebach                 |     | Erlensee-Langendiebach                            |
| Kastell Rückingen                          | 22  | Erlensee-Rückingen                                |
| Kastell Hanau-Salisberg                    |     | Hanau-Kesselstadt                                 |
| Kleinkastell Neuwirtshaus                  |     | Hanau-Wolfgang                                    |
| Kastell Großkrotzenburg                    | 23  | Großkrotzenburg am Main                           |

#### Mainlimes (ORL 6)
Der Mainlimes, auch Nasser Limes genannt, wurde um 90 n. Chr. eingerichtet und bildete als Teil des Obergermanisch-Rätischen Limes die Grenze des römischen Reichs im Bereich zwischen den heutigen Ortschaften Seligenstadt und Bürgstadt am westlichen Mainufer. In diesem Abschnitt stößt der Limes wieder an den Main (Moenus), der hier auf etwa 50 Kilometern Länge eine natürliche Grenze in Nord-Süd-Richtung bildete. Bis Obernburg zum älteren Limesteil (trajanisch) zu rechnen, ging etwa bei Obernburg erst die Ältere Odenwaldlinie ab, bevor Mitte des 2. Jahrhunderts der südliche Teil an den Main vorverlegt und, als Anschluss an den Vorderen Limes, die Jüngere Odenwaldlinie geschaffen wurde.
| Limes-Kastell                                        | ORL | von                              | bis                        | Typ             | Nächstgelegener Ort           |
| ---------------------------------------------------- | --- | -------------------------------- | -------------------------- | --------------- | ----------------------------- |
| Kastell Seligenstadt                                 | 32  | um 100 n. Chr. (in Holz)         | um 260 n. Chr. (Limesfall) | Kohortenkastell | Seligenstadt                  |
| Kastell Stockstadt                                   | 33  | um 90 n. Chr.                    | um 260 n. Chr. (Limesfall) | Kohortenkastell | Stockstadt am Main            |
| Kastell Niedernberg                                  | 34  | um 107/110 n. Chr.               | um 260 n. Chr. (Limesfall) | Kohortenkastell | Niedernberg                   |
| Kastell Obernburg                                    | 35  | um 100/110 n. Chr.               | um 260/275 n. Chr.         | Kohortenkastell | Obernburg am Main             |
| Kastell Wörth (Übergang zur Älteren Odenwaldlinie)   | 36  | ungesichert                      | um 260 n. Chr. (Limesfall) | Numeruskastell  | Wörth am Main                 |
| Kastell Trennfurt                                    | 37  | ungesichert (Votivstein von 212) | um 260 n. Chr. (Limesfall) | Numeruskastell  | Klingenberg am Main-Trennfurt |
| Kastell Miltenberg-Altstadt                          | 38  | spätestens Mitte 2. Jh.          | um 260 n. Chr. (Limesfall) | Kohortenkastell | Miltenberg                    |
| Kastell Miltenberg-Ost (Übergang zum Vorderen Limes) | 38a | spätestens Mitte 2. Jh.          | um 260 n. Chr. (Limesfall) | Numeruskastell  | Miltenberg/Bürgstadt          |

### Rückwärtige Kastelle am Obergermanischen Limes
| Limes-Kastell                                         | ORL | Nächstgelegener Ort                   |
| ----------------------------------------------------- | --- | ------------------------------------- |
| Kastell Hainstadt                                     |     | Hainstadt                             |
| Kastell Kesselstadt                                   | 24  | Hanau-Kesselstadt                     |
| Kastell Heldenbergen                                  | 25  | Heldenbergen                          |
| Kastell Okarben                                       | 25a | Karben-Okarben                        |
| Kastell Friedberg                                     | 26  | Friedberg                             |
| Kastell Nida                                          | 27  | Frankfurt am Main-Heddernheim         |
| Kastell Frankfurt am Main Domhügel                    | 27a | Frankfurt am Main                     |
| Kastell Höchst am Main                                | 28  | Frankfurt am Main-Frankfurt-Höchst    |
| Kastell Gernsheim                                     |     | Gernsheim                             |
| Kastell Geinsheim (siehe Fundgebiet Trebur-Geinsheim) |     | Trebur-Geinsheim                      |
| Militärlager Wallerstädten                            |     | Groß-Gerau-Wallerstädten              |
| Kastell Groß-Gerau                                    |     | Groß-Gerau                            |
| Kastell Hofheim                                       | 29  | Hofheim am Taunus                     |
| Kastell Mainz                                         | 30  | Mainz-Kastel                          |
| Kastell Wiesbaden                                     | 31  | Wiesbaden                             |
| Kleinkastell Allmendfeld                              |     | Gernsheim-Allmendfeld                 |
| Kleinkastell Heidekringen                             |     | Taunusstein-Wehen                     |
| Kastell Ladenburg                                     |     | Ladenburg                             |
| Erdwerk Ohrenbacher Schanze (ungesichert)             |     | zw. Michelstadt-Vielbrunn und Rüdenau |

## Jüngere Odenwaldlinie(Vorderer Limes)
| Limes-Kastell                                    | ORL                              | von                                              | bis                        | Typ                                   | Nächstgelegener Ort            |
| ------------------------------------------------ | -------------------------------- | ------------------------------------------------ | -------------------------- | ------------------------------------- | ------------------------------ |
| Kastell Miltenberg-Ost (Übergang vom Mainlimes)  | 38a                              | spätestens Mitte 2. Jh.                          | um 260 n. Chr. (Limesfall) | Numeruskastell                        | Miltenberg/Bürgstadt           |
| Kleinkastell Haselburg                           |                                  | um 155/160                                       | 259/260                    | Zenturienkastell                      | Walldürn-Reinhardsachsen       |
| Kastell Walldürn                                 | 39                               | um 155/160                                       | spätestens 259/260         | Numeruskastell                        | Walldürn                       |
| Kleinkastell „An der Altheimer Straße“           |                                  | erste Hälfte 3. Jahrhundert                      | kurzfristig                | Kleinkastell                          | Walldürn-Altheim               |
| Kleinkastell Hönehaus                            |                                  | erste Hälfte 3. Jahrhundert                      | spätestens 259/260         | Kleinkastell                          | Buchen (Odenwald)-Hettingen    |
| Kleinkastell Rinschheim                          |                                  | zweite Hälfte 2. Jahrhundert                     | spätestens 259/260         | Kleinkastell                          | Buchen (Odenwald)-Rinschheim   |
| Kastell Osterburken                              | 40                               | um 160                                           | spätestens 259/260         | Kohorten- und Numeruskastell          | Osterburken                    |
| Kleinkastell Lehnenwiesen                        | von der RLK als Wp 8/49 vermutet |                                                  |                            | Kleinkastell                          | Widdern                        |
| Kastell Jagsthausen                              | 41                               | um 160                                           | spätestens 259/260         | Kohortenkastell                       | Jagsthausen                    |
| Kleinkastell Sindringen                          |                                  |                                                  | spätestens 259/260         |                                       | Forchtenberg-Sindringen        |
| Kastell Westernbach                              | 41a                              |                                                  |                            | Numeruskastell                        | Zweiflingen-Westernbach        |
| Kastell Öhringen (Bürgkastell oder Westkastell)  | 42                               |                                                  |                            | halbes Kohortenkastell                | Öhringen                       |
| Kastell Öhringen (Rendelkastell oder Ostkastell) | 42a                              |                                                  |                            | halbes Kohortenkastell                | Öhringen                       |
| Kastell Mainhardt                                | 43                               | um 159/160 n. Chr.                               | spätestens 259/260         | Kohortenkastell                       | Mainhardt                      |
| Kleinkastell Mainhardt-Ost                       | Wp 9/69                          | spätes 2. Jahrhundert n. Chr. (oder 233 n. Chr.) | spätestens 259/260         | Kleinkastell                          | Mainhardt                      |
| Kleinkastell Hankertsmühle                       |                                  | spätes 2. Jahrhundert (oder 233 n. Chr.)         | spätestens 259/260         | Kleinkastell                          | Mainhardt                      |
| Kastell Murrhardt                                | 44                               | kurz nach 150                                    | spätestens 259/260         | Kohorten- und Numeruskastell          | Murrhardt                      |
| Kleinkastell Ebnisee                             |                                  | zweite Hälfte 2. Jahrhundert (oder 233 n. Chr.)  | 233/spätestens 259/260     | Kleinkastell                          | Kaisersbach-Ebni               |
| Kleinkastell Rötelsee                            | Wp 9/128                         | spätes 2. Jahrhundert (oder 233 n. Chr.)         | spätestens 259/260         | Kleinkastell                          | Welzheim                       |
| Kastelle von Welzheim (2)                        | 45                               | Westkastell: um 155/160; Ostkastell: um 155/160  | spätestens 259/260         | Ostkastell: Numerus; Westkastell: Ala | Welzheim                       |
| Kastell Lorch                                    | 63                               | um 150/160                                       | spätestens 259/260         | Cohors equitata                       | Lorch                          |
| Kleinkastell Kleindeinbach                       | Wp12/22                          |                                                  | bis spätestens 259/260     | Kleinkastell                          | Schwäbisch Gmünd-Kleindeinbach |

## Ältere Odenwaldlinie
| Limes-Kastell                 | ORL | von                                  | bis                | Typ                                                      | Nächstgelegener Ort           |
| ----------------------------- | --- | ------------------------------------ | ------------------ | -------------------------------------------------------- | ----------------------------- |
| Kastell Seckmauern            | 46b | frühtrajanisch oder spätdomitianisch | 138                | Numeruskastell                                           | Lützelbach-Seckmauern         |
| Kastell Lützelbach            | 46  | frühtrajanisch oder spätdomitianisch | 159                | Numeruskastell                                           | Lützelbach-Lützel-Wiebelsbach |
| Kleinkastell Windlücke        |     | frühtrajanisch oder spätdomitianisch | 159                | Kleinkastell                                             | Lützelbach-Haingrund          |
| Kastell Hainhaus              | 47  | frühtrajanisch oder spätdomitianisch | 159                | Numeruskastell                                           | Michelstadt-Vielbrunn         |
| Kastell Eulbach               | 48  | frühtrajanisch oder spätdomitianisch | 159                | Numeruskastell                                           | Michelstadt-Eulbach           |
| Kastell Würzberg              | 49  | frühtrajanisch oder spätdomitianisch | 159                | Numeruskastell                                           | Michelstadt-Würzberg          |
| Kastell Hesselbach            | 50  | frühtrajanisch oder spätdomitianisch | 159                | Numeruskastell                                           | Oberzent-Hesselbach           |
| Kleinkastell Zwing            |     | ?                                    | ?                  | Kleinkastell                                             | Mudau-Schloßau                |
| Kleinkastell Seitzenbuche     |     | ?                                    | ?                  | Kleinkastell                                             | Mudau-Schloßau                |
| Kastell Schloßau              | 51  | frühtrajanisch oder spätdomitianisch | bis mindestens 158 | Numeruskastell                                           | Mudau-Schloßau                |
| Kastell Oberscheidental       | 52  | frühtrajanisch oder spätdomitianisch | 159                | Kohortenkastell                                          | Mudau-Scheidental             |
| Kleinkastell Robern           |     | frühtrajanisch oder spätdomitianisch | 159                | Kleinkastell                                             | Fahrenbach-Robern             |
| Kleinkastell Trienz           |     | frühtrajanisch oder spätdomitianisch | 159                | Kleinkastell                                             | Fahrenbach-Trienz             |
| Kastelle von Neckarburken (2) | 53  | frühtrajanisch oder spätdomitianisch | 159                | Westkastell: Kohortenkastell, Ostkastell: Numeruskastell | Elztal-Neckarburken           |
| Kleinkastell Gundelsheim      | ?   | ?                                    | ?                  | Kleinkastell                                             | Gundelsheim-Tiefenbach        |
| Kleinkastell Duttenberg       |     | ?                                    | ?                  | Kleinkastell                                             | Bad Friedrichshall-Duttenberg |
| Kleinkastell Kochendorf       |     | ?                                    | ?                  | Kleinkastell                                             | Bad Friedrichshall-Kochendorf |
| Kleinkastell Wartberg         |     | ?                                    | ?                  | Kleinkastell vermutet, Bad nachgewiesen                  | Heilbronn-Wartberg            |

## Neckarlinie
| Limes-Kastell                   | ORL   | von                           | bis                  | Typ                               | Nächstgelegener Ort                         |
| ------------------------------- | ----- | ----------------------------- | -------------------- | --------------------------------- | ------------------------------------------- |
| Kastell Wimpfen im Tal          | 54/55 | domitianisch                  | 159                  | Kohortenkastell                   | Stadt Bad Wimpfen, Stadtteil Wimpfen im Tal |
| Kastell Heilbronn-Böckingen     | 56    | domitianisch                  | Mitte 2. Jahrhundert | Kohortenkastell                   | Heilbronn-Böckingen                         |
| Kastelle von Walheim (2)        | 57    | a) domitianisch b) um 115/125 | a) 159 b) 159        | Kohortenkastell b) Numeruskastell | Walheim                                     |
| Kastell Benningen               | 58    | domitianisch                  | Mitte 2. Jh.         | Kohortenkastell                   | Benningen                                   |
| Kastell Stuttgart-Bad Cannstatt | 59    | domitianisch                  | Mitte 2. Jh.         | Alenkastell                       | Stuttgart-Bad Cannstatt                     |
| Kastell Köngen (Grinario)       | 60    | domitianisch                  | 159                  | Kohortenkastell                   | Köngen                                      |

## Lautertal-Limes
| Limes-Kastell                | ORL | von                              | bis                  | Typ            | Nächstgelegener Ort  |
| ---------------------------- | --- | -------------------------------- | -------------------- | -------------- | -------------------- |
| Kastell Dettingen unter Teck |     | domitianisch oder frühtrajanisch | Mitte 2. Jahrhundert | Numeruskastell | Dettingen unter Teck |

## Ältere Limeskastelle in Schwaben und Bayern

### Ältere Neckarlinie
| Limes-Kastell                        | ORL | Nächstgelegener Ort      |
| ------------------------------------ | --- | ------------------------ |
| Kastell Rottenburg (Sumelocenna)     | 61  | Rottenburg am Neckar     |
| Kastell Sulz                         | 61a | Sulz am Neckar           |
| Kastell Waldmössingen                | 61b | Schramberg-Waldmössingen |
| Kastelle von Rottweil (Arae Flaviae) | 62  | Rottweil                 |

### Donaulinie des Obergermanisch-Raetischen Limes
einschließlich spätantiker Befestigungen
| Limes-Kastell                                                                                 | ORL                                             | von                                                                                             | bis | Typ                                                                                       | Nächstgelegener Ort                                                                                               |
| --------------------------------------------------------------------------------------------- | ----------------------------------------------- | ----------------------------------------------------------------------------------------------- | --- | ----------------------------------------------------------------------------------------- | --- |
| Kastell Hüfingen (Brigobannis)                                                                | 62a                                             | claudisch                                                                                       | 80/85                                                                                                  | Alenkastell                                                                               | Hüfingen |
| Kastell Tuttlingen                                                                            |                                                 | ?                                                                                               | ? | Kohortenkastell (?)                                                                       | Tuttlingen |
| Kastell Ennetach                                                                              |                                                 | claudisch                                                                                       | 75/85                                                                                                  | Sondertyp                                                                                 | Mengen-Ennetach                                                                                                   |
| Kastell Emerkingen                                                                            |                                                 | claudisch                                                                                       | 85/90                                                                                                  | Kohortenkastell                                                                           | Emerkingen |
| Kastell Rißtissen (Riusiava?)                                                                 |                                                 | a) claudisch b) flavisch c) frühtrajanisch                                                      | a) 69/70 b) 90/95 c) frühtrajanisch                                                                    | a) Kohortenkastell b) Kohortenkastell c) Sondertyp                                        | Ehingen-Rißtissen                                                                                                 |
| Kastell Unterkirchberg                                                                        |                                                 | claudisch                                                                                       | um 100                                                                                                 | Alenkastell                                                                               | Illerkirchberg-Unterkirchberg                                                                                     |
| Kleinkastell Burlafingen                                                                      | verm. Auxiliarvexillation aus östlicher Provinz | um 40                                                                                           | um 50                                                                                                  | Kleinkastell                                                                              | Neu-Ulm-Burlafingen                                                                                               |
| Kleinkastell Nersingen                                                                        | verm. Auxiliarvexillation                       | um 40                                                                                           | um 80                                                                                                  | Kleinkastell                                                                              | Neu-Ulm-Nersingen                                                                                                 |
| Kastell Günzburg (Guntia)                                                                     |                                                 | a) vespasianisch b) spätantik                                                                   | a) um 110 b) 5. Jahrhundert                                                                            | a) Alenkastell b) Burgus                                                                  | Günzburg |
| Kastell Faimingen (Phoebiana)                                                                 |                                                 | a) flavisch b) Anfang 3. Jahrhundert                                                            | a) 117/138 b) 400 Jh.                                                                                  | a) ? b) Alenkastell                                                                       | Lauingen-Faimingen                                                                                                |
| Kastell Aislingen                                                                             |                                                 | tiberisch                                                                                       | 69/70                                                                                                  | Kohortenkastell                                                                           | Aislingen |
| Kastell Burghöfe (Submuntorium)                                                               |                                                 | a) claudisch b) spätantik                                                                       | a) 69 b) erste Hälfte 5. Jahrhundert                                                                   | ?                                                                                         | Mertingen-Burghöfe                                                                                                |
| Kastell Burgheim (Parrodunum)                                                                 |                                                 | um 280                                                                                          | ? | Kohortenkastell                                                                           | Burgheim |
| Kleinkastelle von Neuburg                                                                     |                                                 | a) spättiberisch-frühclaudisch b) frühes 4. Jahrhundert n. Chr. bzw. kurz vor 330 n. Chr.       | a) 69/70 b) kurz vor 330 bis frühes 5. Jahrhundert                                                     | a) Kleinkastell (Holz-Erde) b) Kleinkastell (Stein)                                       | Neuburg an der Donau                                                                                              |
| Kastell Nassenfels                                                                            |                                                 | claudisch                                                                                       | 69/70                                                                                                  | Kohortenkastell (Brückenkopf)                                                             | Nassenfels |
| Römische Militärlager Ingolstadt-Zuchering (temporäre Lager II und III)                       |                                                 | spättiberisch-claudisch                                                                         | | temporäre Lager                                                                           | Zuchering-Seehof                                                                                                  |
| Burgus Zuchering-Seehof                                                                       |                                                 | diokletianisch                                                                                  | | Burgus                                                                                    | Zuchering-Seehof                                                                                                  |
| Römisches Militärlager Ingolstadt-Zuchering (Kastell I)                                       |                                                 | spättiberisch-claudisch                                                                         | trajanisch                                                                                             | Kohortenkastell (?), Kleinkastell (?)                                                     | Zuchering-Seehof                                                                                                  |
| Kastell Oberstimm                                                                             |                                                 | claudisch                                                                                       | um 120                                                                                                 | Kohortenkastell (?)                                                                       | Oberstimm |
| Kastell Eining (Abusina)                                                                      |                                                 | um 80                                                                                           | 5. Jahrhundert                                                                                         | a) Kohortenkastell b) Kleinkastell                                                        | Neustadt an der Donau-Bad Gögging                                                                                 |
| Vexillationslager Eining-Unterfeld                                                            |                                                 | um 170                                                                                          | um 180                                                                                                 | Vexillationskastell                                                                       | Neustadt an der Donau-Eining                                                                                      |
| Kleinkastell Weltenburg-Galget                                                                |                                                 | claudisch- vespasianisch                                                                        | ? | Kleinkastell                                                                              | Weltenburg-Galget                                                                                                 |
| Legionslager Regensburg (Castra Regina)                                                       |                                                 | 179/180                                                                                         | 5. Jahrhundert                                                                                         | Legionslager                                                                              | Regensburg |
| Kastell Kumpfmühl                                                                             |                                                 | 79/80                                                                                           | 172 | Kohortenkastell                                                                           | Regensburg-Kumpfmühl                                                                                              |
| Kleinkastell Pfatter                                                                          |                                                 | um 100                                                                                          | zweite Hälfte 3. Jh.                                                                                   | Kleinkastell                                                                              | Pfatter |
| Kastelle von Straubing (Sorviodurum)                                                          |                                                 | a) vespasianisch b) spätvespas./frühdomit. c) domitianisch d) trajanisch e) Ende 3. Jahrhundert | a) 166/180 b) domitianisch c) trajanisch d) erste Hälfte 3. Jahrhundert e) erste Hälfte 5. Jahrhundert | a) Kohortenkastell b) Kohortenkastell c) Kohortenkastell d) Kohortenkastell e) Burgus (?) | Straubing |
| Kastell Moos-Burgstall                                                                        |                                                 | a) vespasianisch                                                                                | a) 120                                                                                                 | a) Kohortenkastell                                                                        | Moos |
| Kastell Künzing (Quintana)                                                                    |                                                 | a) domitianisch b) spätantik                                                                    | a) 259/260 b) ?                                                                                        | a) Kohortenkastell b) ?                                                                   | Künzing |
| Kleinkastell Haardorf                                                                         |                                                 | ?                                                                                               | ? | Kleinkastell                                                                              | Osterhofen-Haardorf                                                                                               |
| Kastelle von Passau (Kastell Boiodurum/Kastell Boiotro/Kastell Batavis/Burgus Passau-Haibach) |                                                 | a) um 90 b) 2. Jahrhundert c) spätantik                                                         | a) ? b) 3. Jahrhundert c) nach 450                                                                     | a) Numeruskastell b) ? c) ?                                                               | Passau Anmerkung: Kastell Boiotro wird dem raetischen Limes zugeordnet, die anderen Bauwerke dem norischen Limes. |

### Alblimes
| Limes-Kastell                  | ORL | von                     | bis         | Typ             | Nächstgelegener Ort         |
| ------------------------------ | --- | ----------------------- | ----------- | --------------- | --------------------------- |
| Kastell Geislingen/Häsenbühl   |     | um 74                   | um 100      | Kohortenkastell | Geislingen                  |
| Kastell Lautlingen             |     | vor/um 80               | vor/um 85   |                 | Albstadt-Ebingen/Lautlingen |
| Kastell Burladingen            |     | um 80                   | um 110      | Kohortenkastell | Burladingen-Hausen          |
| Kastell Gomadingen             |     | 85/90                   | 110         | Kohortenkastell | Gomadingen                  |
| Kastell Donnstetten (Clarenna) |     | 85/90                   | 150/160     | Numeruskastell  | Römerstein-Donnstetten      |
| Kastell Urspring (Ad Lunam)    | 66a | 75/85                   | 155/165     |                 | Lonsee                      |
| Kastell Deggingen              |     | ungesichert             | ungesichert | Numeruskastell  | Deggingen                   |
| Kastell Heidenheim (Aquileia)  | 66b | um 90                   | um 150      | Alenkastell     | Heidenheim an der Brenz     |
| Kastell Oberdorf (Opia)        | 67b | domitianisch-trajanisch | antoninisch | Kohortenkastell | Bopfingen                   |
| Kastell Munningen (Losodica)   |     | um 90                   | 110         | Kohortenkastell | Munningen                   |

## Raetischer Limes
| Limes-Kastell                       | ORL      | von                                             | bis                                   | Typ                              | Nächstgelegener Ort                 |
| ----------------------------------- | -------- | ----------------------------------------------- | ------------------------------------- | -------------------------------- | ----------------------------------- |
| Kleinkastell Freimühle              | NN       |                                                 |                                       | Kleinkastell                     | Schwäbisch Gmünd                    |
| Kastell Schirenhof                  | 64       | um 150 n. Chr.                                  | um 244/47 n. Chr.                     | Kohortenkastell                  | Schwäbisch Gmünd                    |
| Kleinkastell Hintere Orthalde       | NN       |                                                 |                                       | Kleinkastell                     | Schwäbisch Gmünd                    |
| Kastell Unterböbingen               | 65       | zwischen 150 und 160 n. Chr.                    | spätestens um 260 n. Chr.             |                                  | Böbingen an der Rems                |
| Kastell Aalen (Alae)                | 66       | um 150/155                                      | spätestens um 259/60 n. Chr.          | Alenkastell                      | Aalen                               |
| Kastell Buch                        | 67       | 130/140 n. Chr.                                 | spätestens 260 n. Chr.                | Kohortenkastell                  | Rainau, Buch                        |
| Limestor Dalkingen                  | Wp 12/81 | um 165 n. Chr.                                  | um 233/234 n. Chr.                    | Limestor                         | Dalkingen                           |
| Kastell Halheim                     | 67a      | um 125/150 n. Chr.                              | spätestens 260 n. Chr.                | Numeruskastell                   | Ellwangen, Pfahlheim/Halheim        |
| Kastell Ruffenhofen                 | 68       | trajanisch                                      | um 250 n. Chr.                        | Cohors equitata oder Alenkastell | Weiltingen, Ruffenhofen             |
| Kastell Dambach                     | 69       | vorantoninisch (?), vielleicht nach 250 n. Chr. | spätestens um 260 n. Chr.             | Numerus-/Kohortenkastell         | Ehingen, Dambach                    |
| Kastell Unterschwaningen            |          | um 90 n. Chr.                                   | vor der Mitte des 2. Jahrhunderts     | Numeruskastell                   | Unterschwaningen                    |
| Kastell Gnotzheim (Mediana)         | 70       | domitianisch                                    | spätestens um 260 n. Chr.             | Kohortenkastell                  | Gnotzheim                           |
| Kastell Gunzenhausen                | 71       | um 150 n. Chr.                                  | 241/42 oder spätestens um 260 n. Chr. | Numeruskastell                   | Gunzenhausen                        |
| Kleinkastell am Hinteren Schloßbuck | NN       |                                                 | spätestens um 260 n. Chr.             |                                  | Gunzenhausen                        |
| Kastell Theilenhofen (Iciniacum)    | 71a      | um 100 n. Chr.                                  | spätestens um 260 n. Chr.             | Cohors equitata                  | Theilenhofen                        |
| Kleinkastell Gündersbach            | NN       |                                                 |                                       | Kleinkastell                     | Pleinfeld, Gündersbach              |
| Kastell Weißenburg (Biriciana)      | 72       | um 90 n. Chr.                                   | gegen 253 n. Chr.                     | Alenkastell                      | Weißenburg in Bayern                |
| Kastell Ellingen (Sablonetum)       | NN       | um 120 (±) n. Chr.                              | um 233 n. Chr.                        | Numeruskastell                   | Ellingen                            |
| Kastell Oberhochstatt               | NN       |                                                 | spätestens um 260 n. Chr.             | Numeruskastell                   | Weißenburg in Bayern, Oberhochstatt |
| Burgus Burgsalach                   | NN       | nach 210 n. Chr.                                | spätestens um 260 n. Chr.             | Centenarium                      | Burgsalach                          |
| Kleinkastell Raitenbuch             | NN       |                                                 | spätestens um 260 n. Chr.             | Kleinkastell                     | Raitenbuch                          |
| Kleinkastell Petersbuch             | NN       |                                                 |                                       | Kleinkastell                     | Titting, Petersbuch                 |
| Kleinkastell Biebig                 | NN       |                                                 |                                       | Kleinkastell                     |                                     |
| Kleinkastell Hegelohe               | NN       |                                                 |                                       | Kleinkastell                     | Titting, Hegelohe                   |
| Kastell Böhming                     | 73a      | erste Hälfte des 2. Jahrhunderts n. Chr.        | spätestens 260 n. Chr.                | Numeruskastell                   | Kipfenberg, Böhming                 |
| Kastell Pfünz (Vetoniania)          | 73       | um 80 n. Chr.                                   | um die Mitte des 3. Jhs. n. Chr.      | Cohors equitata                  | Walting, Pfünz                      |
| Kleinkastell Güßgraben              | NN       |                                                 |                                       | Kleinkastell                     | Altmannstein                        |
| Kleinkastell am Hinteren Seeberg    | NN       |                                                 |                                       | Kleinkastell                     | Altmannstein-Schamhaupten           |
| Kastell Kösching (Germanicum)       | 74       | Frühjahr 80 n. Chr.                             | bis um 241 n. Chr.                    | Alenkastell                      | Kösching                            |
| Kastell Pförring (Celeusum)         | 75       | trajanisch                                      | bis erste Hälfte 3. Jahrhundert       | Alenkastell                      | Pförring                            |
| Kastell Eining (Abusina)            | NN       | um 80 n. Chr.                                   | bis 5. Jahrhundert                    | Kohortenkastell                  | Neustadt an der Donau, Eining       |
| Kastell Unterfeld                   | NN       | ab ca. 172 n. Chr.                              | spätestens 179                        | Vexillationskastell              | Neustadt an der Donau, Eining       |

## Spätantiker Donau-Iller-Rhein-Limes
| Limes-Kastell                                                                         | ORL | von                                                                                       | bis                                                                        | Typ                                                 | Nächstgelegener Ort               |
| ------------------------------------------------------------------------------------- | --- | ----------------------------------------------------------------------------------------- | -------------------------------------------------------------------------- | --------------------------------------------------- | --------------------------------- |
| Kastell Basel (Basilia)                                                               |     |                                                                                           |                                                                            |                                                     | Basel                             |
| Kastell Zurzach (Tenedo)                                                              |     |                                                                                           |                                                                            |                                                     | Zurzach                           |
| Kastell Zürich (Turicum)                                                              |     |                                                                                           |                                                                            |                                                     | Zürich                            |
| Kastell Irgenhausen                                                                   |     | spätantik                                                                                 |                                                                            |                                                     | Irgenhausen                       |
| Kastell Winterthur (Vitudurum)                                                        |     | tetrarchisch                                                                              | 5. Jahrhundert                                                             |                                                     | Winterthur                        |
| Kastell Eschenz (Tasgetium)                                                           |     | tetrarchisch                                                                              | 5. Jahrhundert                                                             |                                                     | Eschenz                           |
| Kastell Pfyn (Ad fines)                                                               |     |                                                                                           |                                                                            |                                                     | Pfyn                              |
| Kastell Konstanz (Constantia)                                                         |     |                                                                                           |                                                                            |                                                     | Konstanz                          |
| Kastell Arbon                                                                         |     | tetrarchisch                                                                              | 5. Jahrhundert                                                             | Kohortenkastell                                     | Arbon                             |
| Kastell Schaan                                                                        |     |                                                                                           |                                                                            |                                                     | Schaan                            |
| Kastell Bregenz (Brigantium)                                                          |     |                                                                                           |                                                                            |                                                     | Bregenz                           |
| Vemania                                                                               |     | tetrarchisch                                                                              | 5. Jahrhundert                                                             | Reiterkastell                                       | Isny im Allgäu                    |
| Burgus Ahegg                                                                          |     | valentinianisch                                                                           | 5. Jahrhundert                                                             | Burgus                                              | Buchenberg-Ahegg                  |
| Cambodunum                                                                            |     | Ende 3. Jahrhundert?                                                                      | 5. Jahrhundert                                                             | Vexillationskastell                                 | Kempten-Burghalde                 |
| Caelius Mons                                                                          |     | tetrarchisch                                                                              | 5. Jahrhundert                                                             | Kohortenkastell                                     | Kellmünz an der Iller             |
| Burgus Finningen                                                                      |     | valentinianisch                                                                           | 5. Jahrhundert                                                             | Burgus                                              | Neu-Ulm-Finningen                 |
| Burgus Straß                                                                          |     | spätantik                                                                                 | ?                                                                          | Burgus                                              | Neu-Ulm-Nersingen                 |
| Kastell Günzburg (Guntia)                                                             |     | a) vespasianisch b) spätantik                                                             | a) um 110 b) 5. Jahrhundert                                                | a) Alenkastell b) Burgus                            | Günzburg                          |
| Kastell Bürgle (Febianis)                                                             |     | 3. Jahrhundert                                                                            | 5. Jahrhundert                                                             | Burgus                                              | Gundremmingen                     |
| Kastell Faimingen (Phoebiana)                                                         |     | a) flavisch b) Anfang 3. Jahrhundert                                                      | a) 117/138 b) 400 Jh.                                                      | a) ? b) Alenkastell                                 | Lauingen-Faimingen                |
| Burgus Unterthürheim                                                                  |     | spätantik                                                                                 | ?                                                                          | Burgus                                              | Buttenwiesen-Unterthürheim        |
| Burgus Lauterbach                                                                     |     | spätantik                                                                                 | ?                                                                          | Burgus                                              | Buttenwiesen-Lauterbach           |
| Kastell Burghöfe (Submuntorium)                                                       |     | a) claudisch b) spätantik                                                                 | a) 69 b) erste Hälfte 5. Jahrhundert                                       | ?                                                   | Mertingen-Burghöfe                |
| Burgus Donauwörth                                                                     |     | spätantik                                                                                 | ?                                                                          | Ländeburgus                                         | Donauwörth                        |
| Burgus Oberpeiching                                                                   |     | spätantik                                                                                 | ?                                                                          | Burgus                                              | Rain (Lech)-Oberpeiching          |
| Kastell Burgheim (Parrodunum)                                                         |     | um 280                                                                                    | ?                                                                          | Kohortenkastell                                     | Burgheim                          |
| Burgus Mühlhart                                                                       |     | spätantik                                                                                 | ?                                                                          | Burgus                                              | Burgheim-Straß                    |
| Burgus Kreut                                                                          |     | spätantik                                                                                 | ?                                                                          | Burgus                                              | Oberhausen-Kreut                  |
| Kleinkastelle von Neuburg                                                             |     | a) spättiberisch-frühclaudisch b) frühes 4. Jahrhundert n. Chr. bzw. kurz vor 330 n. Chr. | a) 69/70 b) kurz vor 330 bis frühes 5. Jahrhundert                         | a) Kleinkastell (Holz-Erde) b) Kleinkastell (Stein) | Neuburg an der Donau              |
| Burgus Weichering                                                                     |     | spätantik                                                                                 | ?                                                                          | Burgus                                              | Weichering                        |
| Burgus Zuchering                                                                      |     | spätantik                                                                                 | ?                                                                          | Burgus                                              | Ingolstadt-Zuchering              |
| Kleinkastell Eining (Abusina)                                                         |     | um 80                                                                                     | 5. Jahrhundert                                                             | a) Kohortenkastell b) Kleinkastell                  | Neustadt an der Donau-Bad Gögging |
| Kleinkastell Weltenburg-Frauenberg                                                    |     | a) frühkaiserzeitlich (?) b) spätantik (?)                                                |                                                                            |                                                     | Weltenburg-Frauenberg             |
| Burgus Thaldorf                                                                       |     | spätantik                                                                                 | ?                                                                          | Burgus                                              | Kelheim-Thaldorf                  |
| Burgus Untersaal                                                                      |     | valentinianisch                                                                           | ?                                                                          | Burgus                                              | Saal an der Donau-Untersaal       |
| Burgi von Alkofen (2)                                                                 |     | spätantik                                                                                 | ?                                                                          | Burgi                                               | Alkofen bei Bad Abbach            |
| Burgus Oberndorf                                                                      |     | spätantik                                                                                 | ?                                                                          | Burgus                                              | Oberndorf                         |
| Burgus Großprüfening                                                                  |     | spätantik                                                                                 | ?                                                                          | Burgus                                              | Regensburg-Großprüfening          |
| Kastelle von Straubing (Sorviodurum)                                                  |     | a) vespasianisch b) vespas.-trajan. c) domitianisch d) um 400                             | a) 166/180 b) 98/117 c) erste Hälfte 3. Jh. d) erste Hälfte 5. Jahrhundert | a) Kohortenkastell b) Kohortenkastell c) ? d) ?     | Straubing                         |
| Kastell Künzing (Quintana)                                                            |     | a) domitianisch b) spätantik                                                              | a) 259/260 b) ?                                                            | a) Kohortenkastell b) ?                             | Künzing                           |
| Kastelle von Passau (Kastell Boiodurum/Kastell Boiotro/Batavis/Burgus Passau-Haibach) |     | a) um 90 b) 2. Jahrhundert c) spätantik                                                   | a) ? b) 3. Jahrhundert c) nach 450                                         | a) Numeruskastell b) ? c) ?                         | Passau                            |